# Татарская Багана
Татарская Багана (тат. Татар Баганалысы) — село в Чистопольском районе Татарстана. Административный центр Татарско-Баганинского сельского поселения.

## Этимология
Топоним произошел от этнонима «татар» и гидронима «Багана».

## География
Находится на автомобильной дороге Чистополь — Нурлат, в 27 км к югу от города Чистополя.

## История
Основано во второй половине XVII века на месте селения периода Казанского ханства. Упоминалось также как Вершина речки Боганы. В XVIII — первой половине XIX века жители относились к сословию государственных крестьян. Занимались земледелием, разведением скота, мукомольным промыслом. 
В «Списке населенных мест по сведениям 1859 года», изданном в 1866 году, населённый пункт упомянут как казённая деревня Вершина речки Боганы (Татарская Богана) 2-го стана Чистопольского уезда Казанской губернии. Располагалась при речке Богане, на торговой дороге из Чистополя в Самару, в 23 верстах от уездного города Чистополя и в 24 верстах от становой квартиры в казённом пригороде Билярске (Буляре). В деревне в 147 дворах жили 881 человек (425 мужчин и 456 женщин). Была мечеть.
По сведениям переписи 1897 года, в деревне Татарская Багана Чистопольского уезда Казанской губернии жили 1216 человек (640 мужчин и 576 женщин), из них 1210 мусульман.
В начале XX века действовали 2 мечети и медресе, 4 мельницы, 2 крупообдирки, 5 мелочных лавок. В этот период земельный надел сельской общины составлял 2036 десятин. До 1920 года село входило в Муслюмкинскую волость Чистопольского уезда Казанской губернии. С 1920 года в составе Чистопольского кантона ТАССР. С 10.08.1930 в Чистопольском районе. 

## Население
Постоянных жителей было: в 1782 — 167 душ мужского пола, в 1859 — 881, в 1897 — 1391, в 1908 — 1631, в 1920 — 1788, в 1926 — 1504, в 1938 — 1554, в 1949 — 1135, в 1958 — 934, в 1970 — 1177, в 1979 — 1070, в 1989 — 779, в 2002 — 690 (татары 99 %), в 2008 — 686, в 2010 — 608.

## Экономика
Полеводство, мясо-молочное скотоводство.

## Инфраструктура
В селе действует средняя школа, детский сад, фельдшерско-акушерский пункт, дом культуры, библиотека.

## Религия
Мечеть.